# Еро, Фульвио
Фу́львио Е́ро (итал. Fulvio Jero; 1916—1941) — итальянский офицер, танкист во время Второй мировой войны. Кавалер высшей награды Италии за подвиг на поле боя — золотой медали «За воинскую доблесть» (1941, посмертно).

## Биография
Родился в 1916 году в Риме (Италия).
Окончив университет по специальности юриспруденция и начав работать адвокатом, в 1938 году поступил в кадетскую школу танкистов. Окончил её в звании младшего лейтенанта и направлен в 4-й танковый полк. В составе 21-го лёгкого танкового батальона воевал в Ливии.
Вернувшись в Италию, был снова направлен в Северную Африку в июле 1940 года в составе 62-го лёгкого танкового батальона 62-й пехотной дивизии «Мармарика», развёрнутой на границе с Египтом.
3 января 1941 года командир танкового взвода L3/33 62-го лёгкого танкового батальона младший лейтенант Фульвио Еро погиб в бою, обороняя крепость Бардия в ходе Ливийской операции войск Великобритании, Австралии, Индии и Свободной Франции. 6 января гарнизон Бардии капитулировал.
Посмертно награждён золотой медалью «За воинскую доблесть».
Из представления к награде:

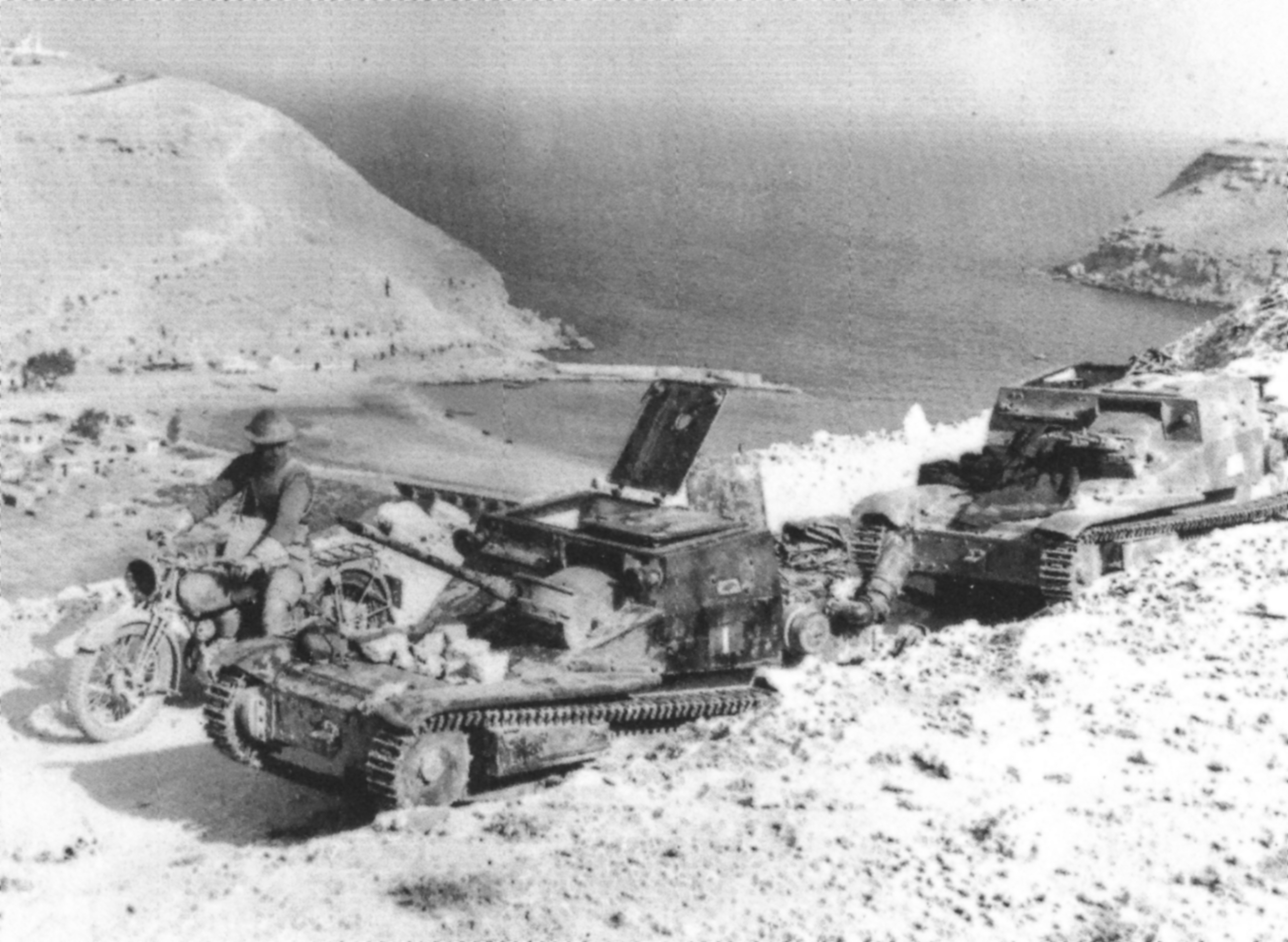
Захваченные итальянские танкетки L3/35 в ходе битвы за Бардию, 1941

Офицер-танкист исключительного значения, увидев, что танки его взвода стоят без дела из-за плотного огня противника, и это создаёт угрозу пехотному батальону, к которому он был прикреплён для усиления, призвал к долгу несколько оставшихся танкистов и возглавил контратаку на позиции противника. Будучи раненным, не остановил свой порыв, идя на помощь пехоте. Раненый во второй раз, он бросился на врага, ведя ближний бой. Скошенный в упор серией выстрелов, погиб на месте, посвятив свою героическую жертву традиции братства пехоты и танкистов Италии.
Бардия (Северная Африка), 3 января 1941.
Оригинальный текст (итал.)Ufficiale carrista di singolare valore, avuti i carri del suo plotone inutilizzati dal fuoco nemico e visto occupato un caposaldo che comprometteva la resistenza del battaglione di fanteria al quale era assegnato di rinforzo, chiedeva l’onore con pochi carristi rimastigli di guidarli al contrassalto per la rioccupazione del caposaldo. Ferito appena allo scoperto, continuava nel suo slancio generoso, incuorando i fanti. Ferito una seconda volta, si gettava sul nemico, ingaggiando una lotta corpo a corpo. Falciato a bruciapelo da una raffica di mitra, cadeva sul posto riconquistato, consacrando col suo sacrificio la fratellanza delle tradizioni eroiche del fante e del carrista d’Italia.

Bardia (A.S.), 3 gennaio 1941.

Вместе с ним за этот бой был посмертно награждён сержант Бруно Галас.

## Награды
- Золотая медаль «За воинскую доблесть» (1941, посмертно)

## Память
В 1975 году в его честь назван 62-й танковый батальон механизированной бригады «Триесте» (Катания).